# Nephthea pyramidalis
Nephthea pyramidalis is een zachte koraalsoort uit de familie Nephtheidae. De koraalsoort komt uit het geslacht Nephthea. Nephthea pyramidalis werd in 1895 voor het eerst wetenschappelijk beschreven door Kükenthal. 